# والتر ر. تاكر الثالث
والتر ر. تاكر الثالث هو محامي وسياسي أمريكي، ولد في 28 مايو 1957 في كومبتون في الولايات المتحدة. نشط حزبياً في الحزب الديمقراطي.

## مناصب
- في انتخابات مجلس النواب الأمريكي 1992 [الإنجليزية]‏، انتخب عضو مجلس النواب الأمريكي [الإنجليزية]‏ عن دائرة الدائرة الكونغرسية السابعة والثلاثون لكاليفورنيا [الإنجليزية]‏ وقد انضم خلال فترته النيابية [الإنجليزية]‏ (5 يناير 1993 – 3 يناير 1995) للكتلة البرلمانية الحزب الديمقراطي.
- في انتخابات مجلس النواب الأمريكي 1994 [الإنجليزية]‏، انتخب عضو مجلس النواب الأمريكي [الإنجليزية]‏ عن دائرة الدائرة الكونغرسية السابعة والثلاثون لكاليفورنيا [الإنجليزية]‏ وقد انضم خلال فترته النيابية [الإنجليزية]‏ (4 يناير 1995 – 15 ديسمبر 1995) للكتلة البرلمانية الحزب الديمقراطي.
- انتخب عمدة (1991 – 1992).
- انتخب نائب  [لغات أخرى]‏ (1984 – 1986).
- انتخب عضو مجلس النواب الأمريكي [الإنجليزية]‏ (3 يناير 1993 – 15 ديسمبر 1995).